# Палац Гіжицьких (Брага)
Брага належала до земель магнатів Лянцкоронських. Після вигасання однієї з гілок цього роду на початку 19 ст. Брагу купили Ремери (Ремерові). Пізніше Брагу купили Ковнацькі, яким вона належала ще на початку 20 ст. Коштом Вацлава Гіжицького у 1876 році вибудували у Бразі палац.
Палац був розташований по середині величезного парку на березі р. Дністер. З палацу був чудовий вигляд на Хотинську фортецю. В парку знаходилися гетьманські вали.
Будівлі та панський маєток були знищені більшовиками в 1917-18 рр. До маєтку належало 600 га землі. На території маєтку був розташований великий тартак та єдина на Поділлі фабрика ефірних олій.